# دونالد جينسبيرج
دونالد جينسبيرج (بالإنجليزية: Donald Ginsberg)‏ (و. 1933 – 2007 م) هو فيزيائي، وأستاذ جامعي من الولايات المتحدة الأمريكية .

## جوائز
حصل على جوائز منها:
- جائزة أوليفر ألسويرث باكلي للمواد المكثفة (1998).